# 365 (số)
365 (ba trăm sáu mươi lăm hay ba sáu năm) là một số tự nhiên ngay sau 364 và ngay trước 366.

## Trong cuộc sống
- 365 là số ngày trong một năm thường.